# 20952 Tydeus
20952 Tydeus (5151 T-2) là một Trojan của Sao Mộc được phát hiện ngày 25 tháng 9 năm 1973 by C. J. van Houten and I. van Houten-Groeneveld. Nó được đặt theo tên the Greek hero Tydeus.